# ターボ機械
ターボ機械（ターボきかい、英: Turbomachinery）とは、流体機械のうち、流体のエネルギーと機械的エネルギーの変換を連続的におこなうものを言う。羽根車が組み込まれており、その回転によってエネルギーを変換する。ポンプ、送風機、水車、風車、ターボ圧縮機、ガスタービン、蒸気タービン、真空ポンプ、推進器（ダクテッドファン）などで用いられている。

## 概要
ターボの原義はオウムガイの英名turboと言われている。
流路はらせん形をしており種類によって呼び分けられる。
- ポンプではボリュート
- 水車では渦巻きケーシング
- 空気機械ではスクロール

## 分類
形状および流れの方向によって以下のように分類される。
遠心式吸い込み流れと吐き出し流れが直交するものである。比較的少流量、高揚程の性能を示す。
斜流式遠心式と軸流式の中間の形態を持つものである。性能上も遠心式と軸流式の中間をとる。
軸流式吸い込み流れと吐き出し流れが平行であるものである。比較的多流量、低揚程の性能を示す。
横流式クロスフローとも呼ばれる。エアコンなどで用いられる。